# Eriochrysis
Eriochrysis P.Beauv. é um género botânico pertencente à família Poaceae, subfamília Panicoideae, tribo Andropogoneae.
O gênero apresenta 20 espécies. Ocorrem na África, Ásia, América do Norte e América do Sul.

## Sinônimo
- Leptosaccharum (Hack.) A.Camus

## Principais espécies
- Eriochrysis cayennensis P.Beauv.
- Eriochrysis filiformis (Hack.) Filg.
- Eriochrysis holcoides (Nees ex Trin.) Kuhlm.
- Eriochrysis laxa Swallen
- Eriochrysis warmingiana (Hackel) Kuhlm.
- «PPP-Index Lista completa»